# Manhouce
Manhouce es una freguesia portuguesa del concelho de São Pedro do Sul, con 40,53 km² de superficie y 836 habitantes (2001). Su densidad de población es de 20,6 hab/km².